# Південна вулиця (Мелітополь)
Південна вулиця — вулиця в Мелітополі. Проходить паралельно вулиці Бєлякова територією, коли раніше займали великі сільські городи цієї вулиці. Забудована переважно одноповерховими будинками.

## Назва
Назва вулиці пов'язана з тим, що вона знаходиться в південній частині міста. До 19 липня 1963 року вулиця носила ім'я Постышева — радянського державного діяча, одного з організаторів сталінських репресій та Голодомору 1932–1933 років.
В 1920-ті роки Південною називалась теперішня вулиця Григорія Чухрая. Зараз в інших частах Мелітополя існують Південно-Лінійна вулиця і Південний провулок.